# Alemania Oriental en los Juegos Olímpicos de Grenoble 1968
Alemania Oriental estuvo representada en los Juegos Olímpicos de Grenoble 1968 por un total de 57 deportistas que compitieron en 9 deportes.  
El portador de la bandera en la ceremonia de apertura fue el deportista de luge Thomas Köhler.

## Medallistas
El equipo olímpico de Alemania Oriental obtuvo las siguientes medallas:
| Nombre                              | Deporte            | Competición  |
| ----------------------------------- | ------------------ | ------------ |
| Oro                                 |                    |              |
| Klaus-Michael Bonsack Thomas Köhler | Luge               | Doble M      |
| Plata                               |                    |              |
| Thomas Köhler                       | Luge               | Individual M |
| Gabriele Seyfert                    | Patinaje artístico | Individual F |
| Bronce                              |                    |              |
| Andreas Kunz                        | Combinada nórdica  | Individual M |
| Klaus-Michael Bonsack               | Luge               | Individual M |